# Internationale Filmfestspiele von Cannes/Beste Regie

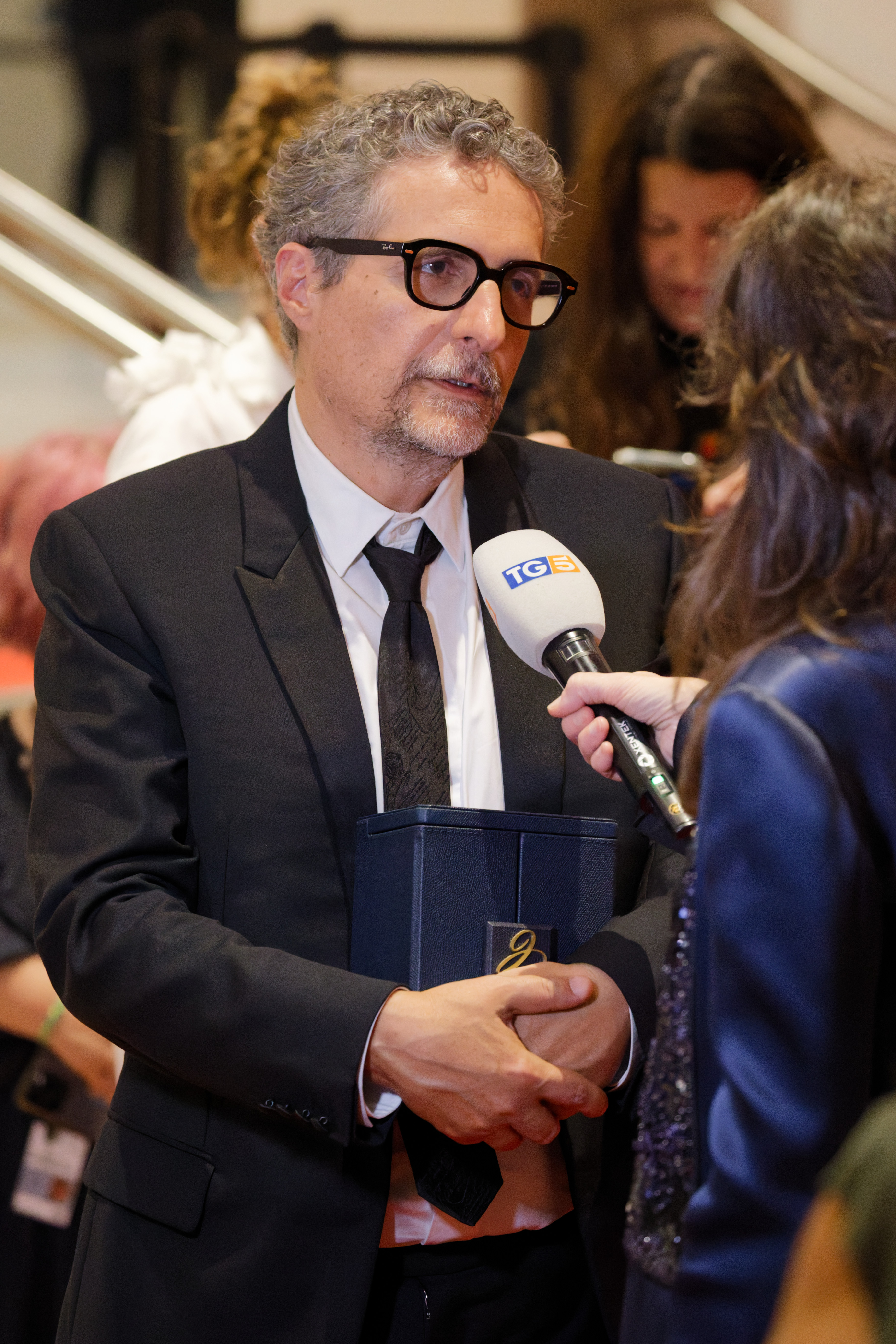
Der Brasilianer Kleber Mendonça Filho, Gewinner des Regiepreises 2025 für The Secret Agent kurz nach der Preisverleihung in Cannes

Der Preis für die beste Regie (Prix de la mise en scène) honoriert bei den jährlich veranstalteten Filmfestspielen von Cannes die beste Leistung eines Regisseurs oder einer Regisseurin in einem Wettbewerbsfilm (Langfilm). Die Auszeichnung wurde erstmals bei der Premiere des Filmfestivals im Jahr 1946 verliehen. Über die Vergabe des Preises, der dem Gewinner in Form einer Urkunde überreicht wird, stimmt die Wettbewerbsjury ab, die sich meist aus internationalen Filmschaffenden zusammensetzt.

## Preisträger
Am häufigsten mit dem Regiepreis ausgezeichnet wurden französische Regisseure (14 Siege), gefolgt von ihren Kollegen aus den USA (13), der ehemaligen Sowjetunion (6), Großbritannien sowie Mexiko (je 3). Dreimal triumphieren konnte der US-Amerikaner Joel Coen (1991, 1996 und 2001), gefolgt von den beiden Franzosen René Clément (1946 und 1949) und Robert Bresson (1957 und 1983), dem sowjetischen Regisseur Sergei Jutkewitsch (1956 und 1966) und dem Briten John Boorman (1970 und 1998) mit je zwei Siegen. Als bisher einzige Filmregisseurinnen erhielten die Sowjetrussin Julija Solnzewa (1961 für Flammende Jahre) und die US-Amerikanerin Sofia Coppola (2017 für Die Verführten) die Auszeichnung.
Mehrfach in der Vergangenheit konnte sich die Jury nicht auf einen Sieger einigen. Regisseure aus dem deutschsprachigen Kino waren 1982 und 1987 erfolgreich, als sich Werner Herzog (Fitzcarraldo) und Wim Wenders (Der Himmel über Berlin) gegen die Konkurrenz durchsetzen konnten.
In der Vergangenheit hatten Jurys die Möglichkeit, den Regiepreis mit weiteren Auszeichnungen zu kombinieren. Dies geschah zuletzt im Jahr 1993, als der britische Beitrag Nackt auch den Darstellerpreis für Hauptdarsteller David Thewlis zugesprochen bekam. Mittlerweile untersagt das Reglement, dass der Regiepreis (ebenso wie die Goldene Palme und der Große Preis der Jury) mit weiteren Auszeichnungen kumuliert werden kann. Dieser Umstand wurde wiederholt kritisiert, zuletzt im Jahr 2012, als der Jurypräsident Nanni Moretti in der abschließenden Pressekonferenz zugab, dass er dem Goldene-Palme-Gewinner Liebe von Michael Haneke ohne Reglement auch den Darsteller- und Drehbuchpreis zuerkannt hätte.
| Jahr       | Preisträger                                                       | Originaltitel                                                     | Deutscher Titel                                                   |
| ---------- | ----------------------------------------------------------------- | ----------------------------------------------------------------- | ----------------------------------------------------------------- |
| 1946       | René Clément                                                      | La bataille du rail                                               | Schienenschlacht                                                  |
| 1947       | Preis nicht vergeben                                              | Preis nicht vergeben                                              | Preis nicht vergeben                                              |
| 1948       | Filmfestspiele nicht veranstaltet                                 | Filmfestspiele nicht veranstaltet                                 | Filmfestspiele nicht veranstaltet                                 |
| 1949       | René Clément                                                      | Le mura di Malapaga                                               | Die Mauern von Malapaga                                           |
| 1950       | Filmfestspiele nicht veranstaltet                                 | Filmfestspiele nicht veranstaltet                                 | Filmfestspiele nicht veranstaltet                                 |
| 1951       | Luis Buñuel                                                       | Los olvidados                                                     | Die Vergessenen                                                   |
| 1952       | Christian-Jaque                                                   | Fanfan la Tulipe                                                  | Fanfan, der Husar                                                 |
| 1953– 1954 | Preis nicht vergeben                                              | Preis nicht vergeben                                              | Preis nicht vergeben                                              |
| 1955       | Jules Dassin                                                      | Du rififi chez les hommes                                         | Rififi                                                            |
| 1955       | Sergei Wassiljew                                                  | Героите на Шипка (Geroite na Schipka)                             | Die Helden vom Schipka-Pass                                       |
| 1956       | Sergei Jutkewitsch                                                | Отелло (Otello)                                                   | Der Mohr von Venedig                                              |
| 1957       | Robert Bresson                                                    | Un condamné à mort s'est échappé                                  | Ein zum Tode Verurteilter ist entflohen                           |
| 1958       | Ingmar Bergman                                                    | Nära livet                                                        | Nahe dem Leben                                                    |
| 1959       | François Truffaut                                                 | Les quatre cents coups                                            | Sie küssten und sie schlugen ihn                                  |
| 1960       | Preis nicht vergeben                                              | Preis nicht vergeben                                              | Preis nicht vergeben                                              |
| 1961       | Julija Solnzewa                                                   | Повесть пламенных лет (Powest plamennych let)                     | Flammende Jahre                                                   |
| 1962– 1964 | Preis nicht vergeben                                              | Preis nicht vergeben                                              | Preis nicht vergeben                                              |
| 1965       | Liviu Ciulei                                                      | Pădurea spânzuraţilor                                             | Der Wald der Erhängten                                            |
| 1966       | Sergei Jutkewitsch                                                | Ленин в Польше (Lenin w Polsche)                                  | Lenin in Polen                                                    |
| 1967       | Ferenc Kósa                                                       | Tízezer nap                                                       | Zehntausend Sonnen                                                |
| 1968       | Filmfestspiele aufgrund der Mai-Unruhen abgebrochen.              | Filmfestspiele aufgrund der Mai-Unruhen abgebrochen.              | Filmfestspiele aufgrund der Mai-Unruhen abgebrochen.              |
| 1969       | Vojtěch Jasný                                                     | Vsichni dobří rodáci                                              | Alle guten Landsleute                                             |
| 1969       | Glauber Rocha                                                     | O Dragão da Maldade contra o Santo Guerreiro                      | Antonio das Mortes                                                |
| 1970       | John Boorman                                                      | Leo the Last                                                      | Leo der Letzte                                                    |
| 1971       | Preis nicht vergeben                                              | Preis nicht vergeben                                              | Preis nicht vergeben                                              |
| 1972       | Miklós Jancsó                                                     | Még kér a nép                                                     | Roter Psalm                                                       |
| 1973– 1974 | Preis nicht vergeben                                              | Preis nicht vergeben                                              | Preis nicht vergeben                                              |
| 1975       | Michel Brault                                                     | Les ordres                                                        | Ausnahmezustand                                                   |
| 1975       | Constantin Costa-Gavras                                           | Section spéciale                                                  | Sondertribunal – Jeder kämpft für sich allein                     |
| 1976       | Ettore Scola                                                      | Brutti sporchi e cattivi                                          | Die Schmutzigen, die Häßlichen und die Gemeinen                   |
| 1977       | Preis nicht vergeben                                              | Preis nicht vergeben                                              | Preis nicht vergeben                                              |
| 1978       | Nagisa Ōshima                                                     | 愛の亡霊 (Ai no borei)                                            | Im Reich der Leidenschaft                                         |
| 1979       | Terrence Malick                                                   | Days of Heaven                                                    | In der Glut des Südens                                            |
| 1980– 1981 | Preis nicht vergeben                                              | Preis nicht vergeben                                              | Preis nicht vergeben                                              |
| 1982       | Werner Herzog                                                     | Fitzcarraldo                                                      | Fitzcarraldo                                                      |
| 1983       | Robert Bresson                                                    | L’argent                                                          | Das Geld                                                          |
| 1983       | Andrei Tarkowski                                                  | Ностальгия (Nostalgija)                                           | Nostalghia                                                        |
| 1984       | Bertrand Tavernier                                                | Un dimanche à la campagne                                         | Ein Sonntag auf dem Lande                                         |
| 1985       | André Téchiné                                                     | Rendez-vous                                                       | Rendez-Vous                                                       |
| 1986       | Martin Scorsese                                                   | After Hours                                                       | Die Zeit nach Mitternacht                                         |
| 1987       | Wim Wenders                                                       | Der Himmel über Berlin                                            | Der Himmel über Berlin                                            |
| 1988       | Pino Solanas                                                      | Sur                                                               | Süden – Sur                                                       |
| 1989       | Emir Kusturica                                                    | Dom za vesanje                                                    | Die Zeit der Zigeuner                                             |
| 1990       | Pawel Lungin                                                      | Такси-блюз (Taksi-bljus)                                          | Taxi Blues                                                        |
| 1991       | Joel Coen                                                         | Barton Fink                                                       | Barton Fink                                                       |
| 1992       | Robert Altman                                                     | The Player                                                        | The Player                                                        |
| 1993       | Mike Leigh                                                        | Naked                                                             | Nackt                                                             |
| 1994       | Nanni Moretti                                                     | Caro diario                                                       | Liebes Tagebuch…                                                  |
| 1995       | Mathieu Kassovitz                                                 | La haine                                                          | Hass                                                              |
| 1996       | Joel Coen                                                         | Fargo                                                             | Fargo                                                             |
| 1997       | Wong Kar-Wai                                                      | 春光乍泄 (Cheun gwong tsa sit)                                    | Happy Together                                                    |
| 1998       | John Boorman                                                      | The General                                                       | Der General                                                       |
| 1999       | Pedro Almodóvar                                                   | Todo sobre mi madre                                               | Alles über meine Mutter                                           |
| 2000       | Edward Yang                                                       | 一一 (Yi yi)                                                      | Yi Yi – A One and a Two                                           |
| 2001       | Joel Coen                                                         | The Man Who Wasn’t There                                          | The Man Who Wasn’t There                                          |
| 2001       | David Lynch                                                       | Mulholland Dr.                                                    | Mulholland Drive – Straße der Finsternis                          |
| 2002       | Paul Thomas Anderson                                              | Punch-Drunk Love                                                  | Punch-Drunk Love                                                  |
| 2002       | Im Kwon-taek                                                      | 취화선 편집하기 (Chihwaseon)                                      | Im Rausch der Farben und der Liebe                                |
| 2003       | Gus Van Sant                                                      | Elephant                                                          | Elephant                                                          |
| 2004       | Tony Gatlif                                                       | Exils                                                             | Exil                                                              |
| 2005       | Michael Haneke                                                    | Caché                                                             | Caché                                                             |
| 2006       | Alejandro González Iñárritu                                       | Babel                                                             | Babel                                                             |
| 2007       | Julian Schnabel                                                   | Le scaphandre et le papillon                                      | Schmetterling und Taucherglocke                                   |
| 2008       | Nuri Bilge Ceylan                                                 | Üç maymun                                                         | Drei Affen                                                        |
| 2009       | Brillante Mendoza                                                 | Kinatay                                                           | Kinatay                                                           |
| 2010       | Mathieu Amalric                                                   | Tournée                                                           | Tournée                                                           |
| 2011       | Nicolas Winding Refn                                              | Drive                                                             | Drive                                                             |
| 2012       | Carlos Reygadas                                                   | Post Tenebras Lux                                                 | Post Tenebras Lux                                                 |
| 2013       | Amat Escalante                                                    | Heli                                                              | Heli                                                              |
| 2014       | Bennett Miller                                                    | Foxcatcher                                                        | Foxcatcher                                                        |
| 2015       | Hou Hsiao-Hsien                                                   | (聶隱娘) Nie Yinniang                                             | The Assassin                                                      |
| 2016       | Olivier Assayas                                                   | Personal Shopper                                                  | Personal Shopper                                                  |
| 2016       | Cristian Mungiu                                                   | Bacalaureat                                                       | Bacalaureat                                                       |
| 2017       | Sofia Coppola                                                     | The Beguiled                                                      | Die Verführten                                                    |
| 2018       | Paweł Pawlikowski                                                 | Zimna wojna                                                       | Cold War – Der Breitengrad der Liebe                              |
| 2019       | Jean-Pierre und Luc Dardenne                                      | Le jeune Ahmed                                                    | Young Ahmed                                                       |
| 2020       | Filmfestspiele aufgrund der COVID-19-Pandemie nicht veranstaltet. | Filmfestspiele aufgrund der COVID-19-Pandemie nicht veranstaltet. | Filmfestspiele aufgrund der COVID-19-Pandemie nicht veranstaltet. |
| 2021       | Leos Carax                                                        | Annette                                                           | Annette                                                           |
| 2022       | Park Chan-wook                                                    | 헤어질 결심 (Haeojil gyeolsim / Decision to Leave)                | Die Frau im Nebel                                                 |
| 2023       | Trần Anh Hùng                                                     | La passion de Dodin Bouffant                                      | Geliebte Köchin                                                   |
| 2024       | Miguel Gomes                                                      | Grand Tour                                                        | Grand Tour                                                        |
| 2025       | Kleber Mendonça Filho                                             | O Agente Secreto                                                  | The Secret Agent                                                  |